# Бакелит

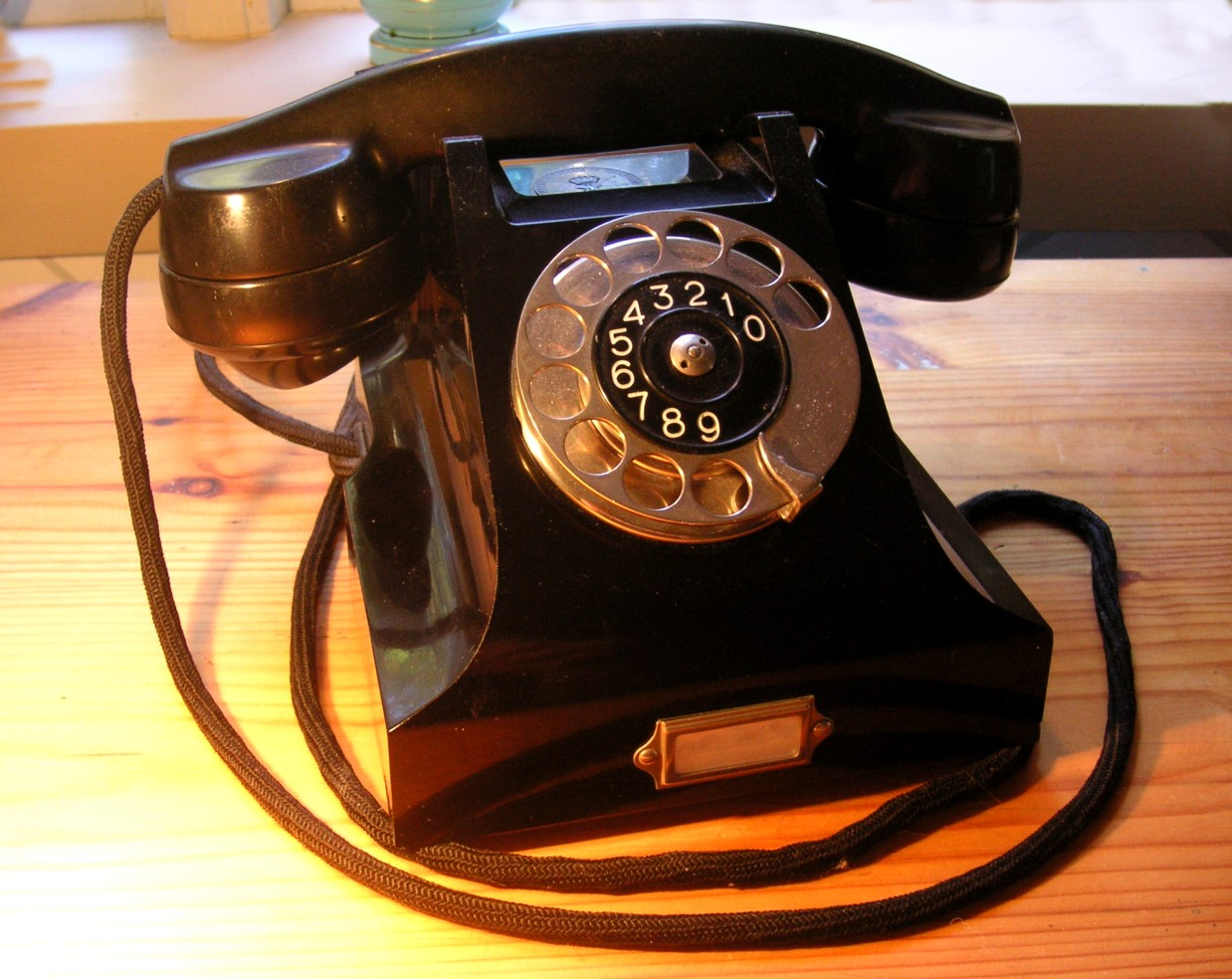
Телефонный аппарат в корпусе из бакелита (1931)

Пространственная структура бакелита

Бакелит (по имени американского химика и изобретателя Лео Бакеланда), карболит (преимущественно это название использовалось в СССР), полиоксибензилметиленгликольангидрид, (C6H6O·CH2O)n — продукт поликонденсации фенола с формальдегидом в присутствии щелочного катализатора, резол (из группы фенолформальдегидных смол), термореактопласт. Образуется на начальном этапе синтеза фенолформальдегидной смолы. Вязкая жидкость или твёрдый растворимый легкоплавкий продукт от светло-жёлтого до чёрного цвета.
Используется в качестве связующего в производстве абразивных изделий холодного и горячего прессования и вальцевания, а также для других технических целей. Бакелит в жидкой стадии (стадия A, резол) растворим в спирте, но после завершения поликонденсации — отверждения при 120-180°C (стадия C, резит) становится нерастворимым и неплавким. Это свойство бакелита используется при изготовлении пластических масс. Спиртовые растворы бакелита применяют как лаки.
Ноготь не оставляет вмятины или царапины на бакелите. Бакелит — плохой проводник тепла, хорошо сопротивляется давлению, трению, толчкам и ударам. По эластичности приближается к целлулоиду. Хорошо поддаётся обработке на токарном станке. Хороший изолятор, его диэлектрическая проницаемость — от 5,6 до 8,85, то есть выше, чем у гуттаперчи, и так же велика, как у слюды. Не имеет пор, не впитывает влагу и не пропускает воздух. Вода, разведённые щелочи и кислоты не действуют на бакелит, лишь горячие концентрированные азотная и серная кислоты его разлагают. Бакелит устойчив до +300 °C, при более высокой температуре происходит обугливание, но полного сгорания не происходит.

## История
Изначально бакелит создавался в качестве замены шеллаку — природной смоле, вырабатываемой тропическими насекомыми — лаковыми червецами. Произведя реакцию поликонденсации фенола и формальдегида, Лео Бакеланд сначала получил термопластичную фенолоформальдегидную смолу, которая отверждалась только в присутствии отвердителей. Данный полимер Лео Бакеланд назвал «Novolak», однако успеха на рынке он не имел. Продолжая исследования в области реакции между фенолом и формальдегидом, а также подбирая различные наполнители (асбестовый порошок и другие), Лео Бакеланд получил полимер, не требующий отвердителей, для которого не смог найти растворителя. Это навело его на мысль, что такой практически нерастворимый и не проводящий электричества полимер может оказаться очень ценным. В 1909 году Лео Бакеланд сообщил о полученном им материале, который он назвал «бакелитом». Данный материал был первым синтетическим реактопластом — пластиком, который не размягчался при высокой температуре. В 1909 году Лео Бакеланд получил патент на свой материал — U. S. Patent 0.942.809 Condensation product and method of making same. А в следующем 1910 году Лео Бакеланд основал компанию, которую назвал Bakelite Corporation.

## Бакелит в России (карболит)

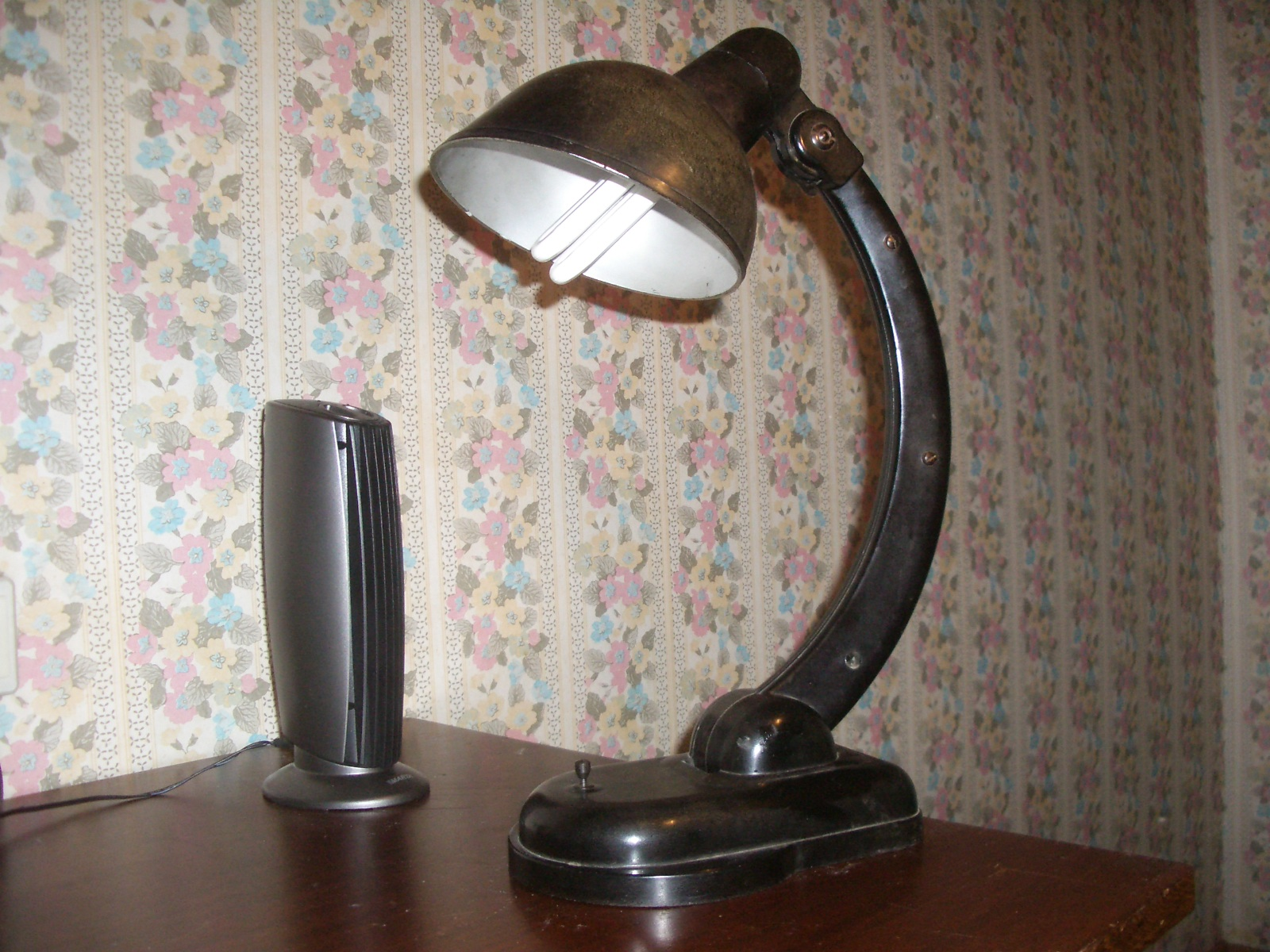
Настольная лампа из карболита производства завода «Карболит» (Орехово-Зуево)

В России также велись работы по созданию пластических масс на основе фенола и формальдегида, в частности, работы велись в лаборатории на шёлкоткацкой фабрике в деревне Дубровке в окрестностях города Орехово-Зуево. В 1914 году группа химиков — В. И. Лисев, Г. С. Петров и К. И. Тарасов — синтезировала карболит, русский аналог бакелита. Своё название карболит получил от карболовой кислоты, другого названия фенола. Для продвижения нового изобретения в России и за границей 6 октября 1915 года был основан торговый дом «Васильев и Ко». 26 октября 1916 года Московское Губернское правление выдало торговому дому свидетельство о том, что ему разрешается содержание завода для выработки диэлектрического материала под названием «карболит». Был учреждён завод в Московской губернии, Богородском уезде, 3-м стане Зуевской волости при селе Крестовоздвиженском. Завод получил название «Карболит», он существует и поныне. В 1919 году завод был национализирован, а в 1931 году включён в объединение «Союзхимпластмасс».
В настоящее время фенолформальдегидные смолы и пластмассы на их основе выпускаются на многих отечественных химических заводах. Кроме готовых изделий и листовых материалов, промышленностью выпускаются бакелит жидкий (БЖ-1, БЖ-2, БЖ-3, БЖ-3У, БЖ-4) и бакелитовая смола/лак	(СБС-1, СБС-2, СКС-1, СКС-2, С-1, С-35, С-45).

## Применение
По целому ряду свойств пластмассы на основе фенолоформальдегидной смолы и сейчас остаются непревзойдённым материалом. Для придания изделиям объёма в резольную смолу добавляют (или добавляли ранее) различные наполнители, такие как древесная мука, целлюлоза, стекловолокно, порошок горных пород или металлов, текстильные волокна и тому подобные.

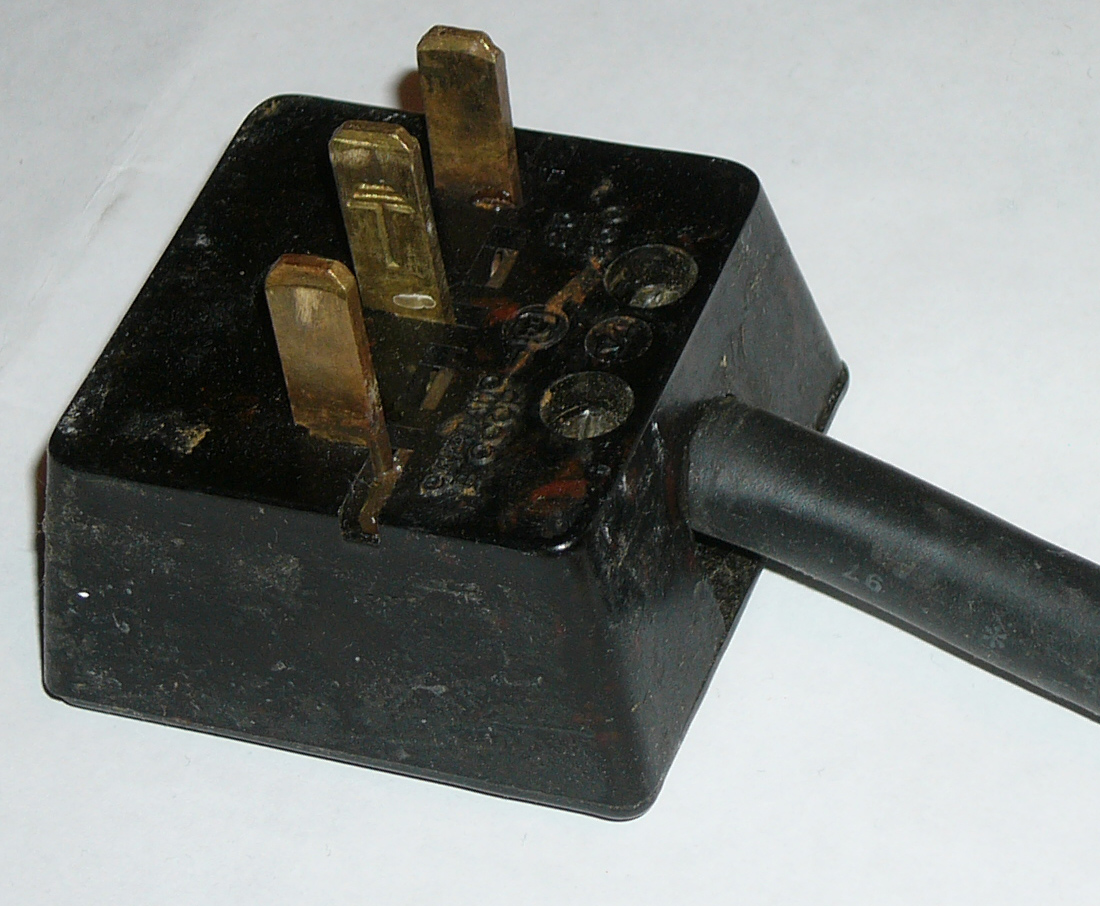
Бакелитовая вилка для электроплиты

В советском мотопроме бакелитовым лаком герметизировали стык центральных половин моторов.[значимость факта?] Бакелит был также чрезвычайно распространён в локомотивостроении 1950-х годов. Так, из бакелита изготавливались на замену прежним деревянным подвижные рамы форточек, оконные рамы, корпуса светильников и высоковольтных аппаратов. Большое количество бакелитовых деталей можно обнаружить в узкоколейном тепловозе ТУ2 и пассажирском вагоне ПВ40, выпускавшемся на Демиховском машиностроительном заводе (г. Орехово-Зуево). Из бакелита изготавливали смертные медальоны для солдат во время войны. В 1926—1945 годах на Кёнигсбергской янтарной мануфактуре бакелит использовался как дешевый заменитель янтаря. Бакелит широко применялся для изготовления рукояток и магазинов при производстве стрелкового оружия, такого как РПК-74 или АК74. Также в корпусах из бакелита изготавливалось большое количество как бытовых, так и военных приборов. Например, широко распространённые радиометры-рентгенметры ДП-5А и ДП-5Б, ДП-63-А и ДП-4 изготовлены в бакелитовом корпусе, также широко известный армейский телефонный аппарат ТА-57 имел бакелитовый корпус. Широчайшее применение на протяжении всего XX века и в первом десятилетии XXI века находил в электротехнической промышленности: практически все корпуса самых различных электроприборов, от бытовых розеток и выключателей до деталей высоковольтного оборудования, изготавливались из бакелита и его производных.